# Gabriele Siqueira
Gabriele Siqueira, född 21 januari 1994 i Marília, är en brasiliansk taekwondoutövare.

## Karriär
I juni 2016 tog Siqueira brons i +73 kg-klassen vid panamerikanska mästerskapen i Spokane. I juni 2019 tog hon brons i +67 kg-klassen vid Grand Prix i Rom. I juni 2021 tog Siqueira guld i +73 kg-klassen vid panamerikanska mästerskapen i Cancún efter att ha besegrat mexikanska Briseida Acosta i finalen.
I maj 2022 tog Siqueira silver i +73 kg-klassen vid panamerikanska mästerskapen i Punta Cana efter att ha förlorat finalen mot colombianska Gloria Mosquera. I september 2022 tog hon brons i +67 kg-klassen vid Grand Prix i Paris. Följande månad tog Siqueira silver i +67 kg-klassen vid sydamerikanska spelen i Asunción efter ännu en finalförlust mot colombianska Gloria Mosquera.